# ویلا بارتولومئا
ویلا بارتولومئا (به ایتالیایی: Villa Bartolomea) یک کومونه در ایتالیا است که در استان ورونا واقع شده‌است. ویلا بارتولومئا ۵۳٫۳ کیلومتر مربع مساحت و ۵٬۶۲۳ نفر جمعیت دارد و ۱۴ متر بالاتر از سطح دریا واقع شده‌است.